# Centrale nucleare di Zhangzhou
La centrale nucleare di Zhangzhou è una centrale nucleare cinese situata presso la città di Zhangzhou, nella provincia di Fujian. La centrale sarà equipaggiata con 6 reattori Hualong 1.